# Oroszlántánc

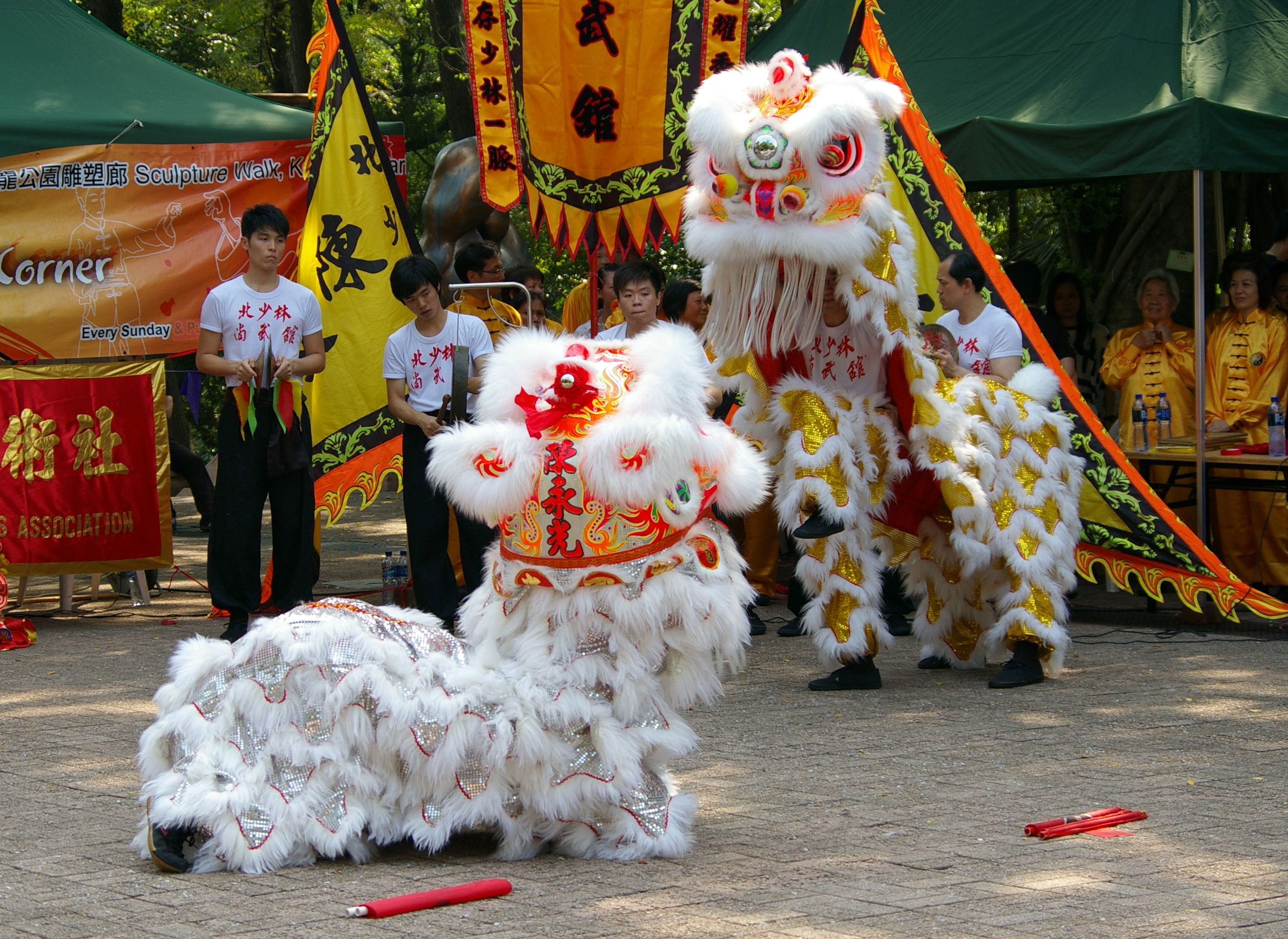
Oroszlántánc Hongkong Kowloon negyedében, 2009-ben

Az oroszlántánc (egyszerűsített kínai: 舞狮, hagyományos kínai: 舞獅, pinjin: wǔshī, magyaros átírással: vusi) egy kínai eredetű hagyományos tánc, melyet a kínai újév, a lampionfesztivál és más ünnepségek keretében adnak elő. Az oroszlán a kínai hagyományok szerint szerencsét hozó állat. Az oroszlántánc története több mint ezer évre vezethető vissza, eredetét számos legenda övezi. Besorolható stílus és típus szerint: van úgynevezett „civil” és „harci” oroszlántánc, illetőleg „északi” és „déli” stílusú. Kínán illetve a világ kínai anyanyelvű közösségein kívül Japánban és Koreában is van hagyománya.

## Története
Az oroszlántánc több mint ezer éve jelen van a kínai kultúrában. A Tang-dinasztia korszakában már az uralkodói család előtt is táncolták. Az oroszlán az erő és a bátorság szimbóluma. Egy legenda szerint az egyik falut egy nian nevű szörny tartotta rettegésben, ami évente egyszer hatalmas pusztításokat végzett, megtizedelte a falu lakosait és állatállományát. Egy buddhista szerzetes javaslatára a falubéliek elkészítették a saját „szörnyüket”, egy színes, oroszlánfejű jelmezt, és következő éven a falu legjobb harcművészei az oroszlánjelmezbe bújva rohantak nian elé, miközben a falusiak edényeken kalapálva, vörös zászlókat lengetve követték őket. Az oroszlánjelmez és a zajongás pedig elűzte a szörnyet. A hagyomány szerint azóta az oroszlántánc elűzi a rossz szellemeket, szerencsét és gazdagságot hoz, ezért például esküvőkön is gyakorta fellépnek oroszlántáncosok.

## Típusai
Egy oroszlánjelmezbe általában két táncos bújik, az egyikük a fejet tartja és mozgatja, a másik az oroszlán testét és farkát. Előfordulhat olyan is, hogy csak egy ember alkotja az oroszlánt, de ez ritka. Az oroszlántáncot egy, két vagy több oroszlán is bemutathatja, az alkalom nagyságától függően. Rendeznek oroszlántáncversenyeket is.
Kétféle típusú oroszlántánc létezik: az úgynevezett „civil” (vensi (wenshi)) és „harci” (vusi (wushi)) oroszlántánc. Az előbbi játékosabb, könnyedebb hangvételű, míg az utóbbiba beépülnek a kínai harcművészetek alapjai is.
Földrajzi elterjedésük alapján északi és déli oroszlántáncot különítenek el. Az északi oroszlán fő színei a vörös, a sárga és a narancssárga, míg a déli oroszlán sokféle, élénk színű. A déli oroszlántánc egyes elemeinek kivitelezéséhez harcművészeti tudásra is szükség lehet.